# عيسی بازار
عيسی بازار (بالفارسية: عیسی بازار) هي قرية تقع في منطقة بولان في إيران. يقدر عدد سكانها بـ 217 نسمة بحسب إحصاء 2016.